# Padise vald
Padise vald er en landkommune i amtet Harjumaa i det nordvestlige Estland. Kommunen har et areal på 368 km2
og et befolkningstal på 1.715 (2017) indbyggere. Kommunens administrative centrum er landsbyen Padise, som ligger 47 km fra landets hovedstad, Talinn.